# Copa América de Voleibol de 2001
A Copa América de Voleibol de 2001 foi a 4.ª edição deste torneio organizado anualmente pela Confederação Sul-Americana de Voleibol (CSV) e pela Confederação da América do Norte, Central e Caribe de Voleibol (NORCECA). O torneio aconteceu entre os dias 28 de setembro e 7 de outubro no Luna Park, em Buenos Aires. Esta foi a última edição a seguir o modelo anual adotado desde 1998, com a competição entrando em hiato, retornando só em 2005
Após perder para Cuba na final jogada em casa na edição anterior, o Brasil devolveu o mesmo placar encima dos caribenhos e conquistou o seu terceiro título, se consolidando com o maior vencedor da competição.

## Formato de disputa
A primeira fase reuniu as seis seleções em um único grupo, com os duelos rolando em uma única etapa. As quatro melhores classificadas disputaram a fase final em cruzamento olímpico entre semifinal, disputa do bronze e final.
Para critérios de sistema de pontos, o placar de 3-0 ou 3-1 garantiu três pontos para a equipe vencedora e nenhum para a equipe derrotada; já o placar de 3-2 garantiu dois pontos para a equipe vencedora e um para a perdedora.

## Primeira fase
Classificação
|  |                                 |
|  | Classificados para a semifinal. |

|     |                |     | Jogos | Jogos | Jogos | Resultados | Resultados | Resultados | Resultados | Resultados | Resultados | Sets | Sets | Sets  | Pontos | Pontos | Pontos |
| Pos | Equipe         | Pts | T     | V     | D     | 3–0        | 3–1        | 3–2        | 2–3        | 1–3        | 0–3        | V    | P    | R     | V      | P      | R      |
| --- | -------------- | --- | ----- | ----- | ----- | ---------- | ---------- | ---------- | ---------- | ---------- | ---------- | ---- | ---- | ----- | ------ | ------ | ------ |
| 1   | Cuba           | 14  | 5     | 5     | 0     | 2          | 2          | 1          | 0          | 0          | 0          | 15   | 4    | 3.750 | 461    | 393    | 1.173  |
| 2   | Brasil         | 13  | 5     | 4     | 1     | 3          | 1          | 0          | 1          | 0          | 0          | 14   | 4    | 3.500 | 443    | 353    | 1.255  |
| 3   | Estados Unidos | 6   | 5     | 2     | 3     | 1          | 1          | 0          | 0          | 2          | 1          | 8    | 10   | 0.800 | 403    | 404    | 0.998  |
| 4   | Argentina      | 6   | 5     | 2     | 3     | 2          | 0          | 0          | 0          | 1          | 2          | 7    | 9    | 0.778 | 351    | 376    | 0.934  |
| 5   | Venezuela      | 3   | 5     | 1     | 4     | 1          | 0          | 0          | 0          | 2          | 2          | 5    | 12   | 0.417 | 354    | 409    | 0.866  |
| 6   | Canadá         | 3   | 5     | 1     | 4     | 0          | 1          | 0          | 0          | 0          | 4          | 3    | 13   | 0.231 | 312    | 389    | 0.802  |

| Data   | Hora |                | Placar |                | Set 1 | Set 2 | Set 3 | Set 4 | Set 5 | Total   | Relatório |
| ------ | ---- | -------------- | ------ | -------------- | ----- | ----- | ----- | ----- | ----- | ------- | --------- |
| 28 set | desc | Cuba           | 3–1    | Estados Unidos | 16–25 | 25–21 | 25–14 | 27–25 |       | 93–85   | Resultado |
| 28 set | desc | Argentina      | 3–0    | Canadá         | 25–22 | 25–23 | 25–22 |       |       | 75–67   | Resultado |
| 29 set | desc | Brasil         | 3–0    | Venezuela      | 25–20 | 25–15 | 25–16 |       |       | 75–51   | Resultado |
| 29 set | desc | Cuba           | 3–0    | Argentina      | 25–22 | 25–21 | 25–18 |       |       | 75–61   | Resultado |
| 30 set | desc | Brasil         | 3–0    | Canadá         | 25–17 | 25–14 | 25–13 |       |       | 75–44   | Resultado |
| 30 set | desc | Estados Unidos | 3–1    | Argentina      | 23–25 | 25–23 | 25–21 | 25–15 |       | 98–84   | Resultado |
| 01 out | desc | Cuba           | 3–2    | Brasil         | 25–27 | 25–22 | 21–25 | 25–23 | 25–23 | 121–120 | Resultado |
| 01 out | desc | Venezuela      | 3–0    | Estados Unidos | 25–20 | 25–21 | 27–25 |       |       | 77–66   | Resultado |
| 02 out | desc | Cuba           | 3–0    | Canadá         | 25–15 | 25–16 | 25–22 |       |       | 75–53   | Resultado |
| 02 out | desc | Argentina      | 3–0    | Venezuela      | 25–23 | 25–22 | 25–16 |       |       | 75–61   | Resultado |
| 03 out | desc | Canadá         | 3–1    | Venezuela      | 25–21 | 21–25 | 25–20 | 25–23 |       | 96–89   | Resultado |
| 03 out | desc | Brasil         | 3–1    | Estados Unidos | 22–25 | 25–16 | 25–14 | 26–24 |       | 98–79   | Resultado |
| 04 out | desc | Estados Unidos | 3–0    | Canadá         | 25–18 | 25–17 | 25–17 |       |       | 75–52   | Resultado |
| 04 out | desc | Cuba           | 3–1    | Venezuela      | 25–17 | 25–15 | 22–25 | 25–19 |       | 97–76   | Resultado |
| 04 out | desc | Brasil         | 3–0    | Argentina      | 25–20 | 25–19 | 25–19 |       |       | 75–58   | Resultado |

## Fase final

### Final four
|  | Semifinais     | Semifinais    |   |                | Final          | Final |  |
|  |                |               |   |                |                |       |  |
|  | 06 de outubro  |               |   |                |                |       |  |
|  | Brasil         | 3             |   |                |                |       |  |
|  | Estados Unidos | 0             |   |                |                |       |  |
|  |                |               |   |                |                |       |  |
|  |                |               |   |                | 07 de outubro  |       |  |
|  |                |               |   |                | Brasil         | 3     |  |
|  |                | Cuba          | 1 |                |                |       |  |
|  |                |               |   |                |                |       |  |
|  |                |               |   |                |                |       |  |
|  |                |               |   |                | Terceiro lugar |       |  |
|  | 06 de outubro  | 06 de outubro |   | 07 de outubro  | 07 de outubro  |       |  |
|  | Cuba           | 3             |   | Estados Unidos | 2              |       |  |
|  | Argentina      | 2             |   |                | Argentina      | 3     |  |

Semifinais
| Data   | Hora |        | Placar |                | Set 1 | Set 2 | Set 3 | Set 4 | Set 5 | Total  | Relatório |
| ------ | ---- | ------ | ------ | -------------- | ----- | ----- | ----- | ----- | ----- | ------ | --------- |
| 06 out | desc | Brasil | 3–0    | Estados Unidos | 25–22 | 25–20 | 25–18 |       |       | 75–60  | Resultado |
| 06 out | desc | Cuba   | 3–2    | Argentina      | 25–17 | 18–25 | 19–25 | 25–14 | 15–13 | 102–94 | Resultado |

Terceiro lugar
| Data   | Hora |                | Placar |           | Set 1 | Set 2 | Set 3 | Set 4 | Set 5 | Total   | Relatório |
| ------ | ---- | -------------- | ------ | --------- | ----- | ----- | ----- | ----- | ----- | ------- | --------- |
| 07 out | desc | Estados Unidos | 2–3    | Argentina | 20–25 | 22–25 | 25–22 | 25–23 | 10–15 | 102–110 | Resultado |

Final
| Data   | Hora |        | Placar |      | Set 1 | Set 2 | Set 3 | Set 4 | Set 5 | Total | Relatório |
| ------ | ---- | ------ | ------ | ---- | ----- | ----- | ----- | ----- | ----- | ----- | --------- |
| 07 out | desc | Brasil | 3–0    | Cuba | 25–20 | 25–19 | 25–23 |       |       | 75–62 | Resultado |

## Classificação final
| Posição | Equipe         |
| ------- | -------------- |
|         | Brasil         |
|         | Cuba           |
|         | Argentina      |
| 4       | Estados Unidos |
| 5       | Venezuela      |
| 6       | Canadá         |